# South Rivers
South Rivers ist ein Ort auf der Insel St. Vincent, die dem Staat St. Vincent und die Grenadinen angehört. Der Ort liegt im Osten der Insel und gehört zum Parish Charlotte.